# Fernando Rey (torero)
Fernando Rey Negro (13 de diciembre de 1993 Torremolinos, Provincia de Málaga) es un torero español.

## Biografía
Fernando rey nació 13 de diciembre de 1993 (26 años) en Torremolinos.
Fue alumno de la Escuela taurina de Málaga.

## Carrera profesional
Hizo su debut en público el 13 de agosto de 2010.
En 2010 ganó el V Certamen Internacional De escuelas taurinas.
En 2011 fue triunfador del XII encuentro Andaluz de escuelas taurinas.
Debutó con picadores el 10 de agosto de 2012 en la Plaza de toros de Málaga acartelado junto a Gómez del Pilar y Tomás Campos con novillos de Guadajira.
Se presentó en las ventas el 11 de mayo de 2015 acartelado junto a Gonzalo Caballero y Francisco José Espada con novillos de El Parralejo.
Tomo la alternativa en la Plaza de toros de Santander el 27 de julio de 2015 teniendo de padrino a Morante de la Puebla y de testigo a Alejandro Talavante con toros de Juan Pedro Domecq y Parladé.
Se presentó en su tierra, Málaga, como matador de toros el 17 de agosto de 2015 junto a Salvador Vega y David Galán con toros de Martín Lorca.